# Dorce Gamalama
Dorce Gamalama (Solok, 1963. július 21. – Grogol, 2022. február 16.) indonéz transzszexuális énekesnő, dalszövegíró, színésznő, műsorvezető és komikus.

## Élete
Születésekor Dedi Yuliardi Ashadinak hívták. Szülei halála után nagymamája vette magához. Általános iskolás volt amikor megalapította a Bambang Brothers nevű együttest. Még tizenéves volt, amikor színpadon kezdett szerepelni, női ruhában énekelt, felvette a Dorce Ashadi művésznevet. Ezt követően 1984-ben nem-átalakító műtéten esett át, és ekkor már teljesen neme szerint élhetett. Ő volt az első indonéz transzszexuális nő akit hivatalosan is elismertek nőként.
Dorce egy reggeli műsor a Dorce Show háziasszonya lett, amely jelenleg a Trans TV-n megy Indonéziában. Önéletrajzi könyvet írt Aku Perempuant címmel. 
Ugyan 14 nagylemeze jelent meg Indonéziában, erről csak írásos adatok maradtak, lemezei a világhálón nem találhatóak meg, nem vásárolhatóak meg egyetlen internetes lemezboltból sem. Dalai viszont több internetes oldalon is szerepelnek, ahol ingyen meghallgathatóak.
Dorce három gyermeket fogadott örökbe, és nyitott egy árvaházat, ahol több ezer gyermek talált otthonra.

## Filmográfia
- Dorce Sok Akrab (1989)
- Dorce Ketemu Jodoh (1990)
- Mas Suka, Masukin Aja-Besar Kecil I'ts Okay (2008)
- Hantu Biang Kerok (2009)